# Radio Liechtenstein
Radio Liechtenstein, tidigare Radio L, är Liechtensteins statsradio. Den drivs av Liechtensteinischen Rundfunk och har huvudkontor i Schaan. 
Programmen är en blandning av kultur och underhållning med lokal anknytning varvat med nyheter varje timme mellan klockan 7 och 19 och avspeglar Liechtensteins officiella självbild. Musikvalet betecknas som vuxenpop med inslag av 1970- och 1980-talslåtar. De sänds på FM-bandet från sex lokala sändare i Lichtenstein och två i Schweiz, samt via kabelnätet, DAB+ och internet.

## Historia
Liechensteins första radiostation Liechtensteinische Landessender startade sändningarna från Vaduz den 15 oktober 1938 med engelskt kapital. Den sände en timme om dagen på mellanvåg och programmet bestod huvudsakligen av musik från grammofonskivor. Sändningarna upphörde i september året efter, troligen efter påtryckningar från Tyskland, och radiosändaren skickades tillbaka till England i november 1942.
Efter många års politiska förvecklingar startade den privata radiokanalen Radio L i augusti 1995. Den inriktade sig mot yngre lyssnare och blev snabbt landets största radiokanal. Kostnaderna, som skulle täckas av sponsorer och annonsörer, var dock höga och från år 2000 fick kanalen statligt stöd. Huvudaktören lämnade bolaget år 2003 och året efter ersattes Radio L av statliga Radio Liechtenstein.